# Steen Blicher (fodboldspiller)
 Der er flere personer med dette navn, se Steen Steensen Blicher (flertydig).
Steen Steensen Blicher (født 22. november 1923 i København, død 29. oktober 2018 i København) var en dansk fodboldspiller, der spillede for AB samt det danske landshold. Han spillede venstre halfback.

## Seniorkarriere
Steen Blicher startede i FB som 12-årig. Han skiftede som 15-årig til KFUMs Boldklub, hvor han kom på førsteholdet som 19-årig. Med AB, som han skiftede til som 24-årig, vandt han DM tre gange (i 1947, 1951 og 1952). Blicher spillede efterfølgende oldboys- og veteranfodbold for AB, indtil han som 60-årig blev opereret for en knæskade.
Hans forbillede som fodboldspiller var Karl Aage Hansen, der jo også spillede i både KFUM og AB, medens hans bedste træner gennem tiderne var den mindre kendte Andreas Andersen fra KFUM. Steen Blicher var med på AB's store tur til Østen i 1952. Den succesfulde tur, der varede en hel måned, er beskrevet i bogen Med AB i Østen.

## Landsholdskarriere
Blicher debuterede i årets første kamp i 1951 på Hampden Park (75.000 tilskuere) i Glasgow mod Skotland (1-3). Den 27-årige Steen Blicher spillede venstre half og fik en fin debut, jf. Politiken: "Ved sit pågående spil og sin udholdenhed var han en meget nyttig mand. Han dækkede et stort arbejdsområde, og var stærk både i tacklinger og afleveringer".[kilde mangler]
Blicher blev fast mand i 1952 og spillede alle Danmarks tre kampe under OL i Helsingfors, hvor han var anfører i stedet for klubkammeraten Knud Lundberg, der havde haft visse uoverensstemmelser med DBU's udtagelseskomité, som på det tidspunkt udvalgte spillerne til landsholdet. Danmark vandt her over Grækenland med 2-1 og derpå med 2-0 over Polen, inden det i kvartfinalen blev til et nederlag på 3-5 til Jugoslavien, og det betød farvel til OL og farvel til Blicher på A-landsholdet. Han spillede dog tre B-landskampe i 1953.

## Tennis
Efter sin skade spillede han i mange år tennis. Hans makker var Christian Brøgger, som også var hans makker i AB's halfbackkæde.

## Personlige forhold
Steen Blichers far Steen Steensen Blicher var også fodboldspiller og deltog ved OL 1920 i Antwerpen, og familien kan føre slægten tilbage til digteren Steen Steensen Blicher (1782-1848).
Steen Blicher var uddannet gymnastiklærer og var lærer i 40 år; det meste af tiden på Nyboder Skole. Han arbejdede to år i militæret, hvor han blev sekondløjtnant; i den periode gjorde han tjeneste et halvt år i den danske brigade i Tyskland.